# Quatre Études
I Quatre Études op.7 sono una serie di quattro brani pianistici scritti da Igor' Fëdorovič Stravinskij nel 1908.

## Storia
Nell'estate del 1908 Stravinskij si trovava nella sua residenza di famiglia a Ustyluh; qui egli passava i mesi estivi e, per la tranquillità del luogo, la sua casa era diventata un rifugio ideale per comporre musica, al punto che vi aveva fatto trasportare, da San Pietroburgo, il suo pianoforte a coda. A Ustyluh, tra il mese di giugno e quello di luglio, Stravinskij scrisse quattro studi per pianoforte; nello stesso periodo iniziò la composizione del primo atto de Le rossignol e di Feu d'artifice.
Il pianoforte per Stravinskij era fondamentale nel suo lavoro; egli sosteneva infatti di non poter comporre senza questo strumento che gli dava un contatto concreto diretto con l'idea musicale. Anche se i brani scritti da Stravinskij specificatamente per pianoforte non sono molti, bisogna pensare alla funzione che questo strumento ha avuto nella composizione di molte sue opere, da Petruška a Les Noces senza dimenticare La sagra della primavera. Dopo la Tarantella, lo Scherzo e la Sonata in Fa diesis minore scritta nel 1904, i Quatre Études sono i primi brani pianistici composti da Stravinskij.
La prima esecuzione degli studi avvenne in forma privata a San Pietroburgo nel 1908 a opera dello stesso compositore, ma, come egli stesso afferma, non si ha né la data esatta né l'occasione dell'evento.

## Analisi
Il primo studio, in Do minore, è dedicato a Stepan Mitussov, amico del compositore e coautore del libretto de Le rossignol. Il brano porta come indicazione "con moto" e presenta degli aspetti romantici legati in un certo modo al pianismo di Chopin; il brano non è di facile esecuzione per i notevoli arpeggi eseguiti dalla mano sinistra. Lo studio riflette anche una ricerca cromatica che riporta all'innovazione armonica di Skrjabin.
Il secondo studio, in Re minore, dedicato al pianista Nikolaj Richter, è un "allegro brillante" che mette già in luce l'impronta di Stravinskij in campo ritmico con la contrapposizione di ritmi diversi che rendono però un po' imprecisa la definizione metrica.
Il terzo studio, in Mi minore, dedicato a Andrej Rimskij-Korsakov, figlio del compositore, è un "andantino" che ripropone il cromatismo tipico di Skrjabin ed è il più melodico dei quattro brani.
Il quarto e ultimo studio, in Sol maggiore, è dedicato all'altro figlio di Rimskij-Korsakov, Vladimir, compagno di studi di Stravinskij; il brano ha come indicazione "vivo" e si differenzia dal precedente per l'utilizzo di semicrome che contrastano con la parte bassa notevolmente staccata e sincopata con rovesciamento di mani nella parte centrale a imitazione di un'invenzione bachiana.